# Lenomys meyeri
Lenomys meyeri є видом пацюків з Індонезії.

## Поширення й екологія
Цей вид є ендеміком Сулавесі, Індонезія, де він зустрічається в північній, центральній та південно-західній частинах острова. З південно-східного півострова екземплярів немає, але може зустрічатися і там. Сучасні зразки з півночі на південний захід півострова зібрано з прибережної рівнини від приблизно рівня моря до 1159 м над рівнем моря. Це наземний вид, який живе в норах в землі, але може лазити. Зустрічається у вологих тропічних лісах від верхньої низовини до верхніх гір. Він потрапляв у пастку лише в недоторканому лісі, невідомо, чи може він зберігатися в змінених місцях існування. Це листоїдний вид.

## Загрози
На більших висотах населення, як правило, знаходиться в безпеці, проте низинним популяціям загрожує втрата середовища проживання внаслідок поселення людей, видобутку деревини та дров і перетворення землі для сільськогосподарського використання. Він присутній в національному парку Лоре Лінду і може бути присутнім в інших заповідних територіях.